# PKC/Vertom
PKC/Vertom, voorheen bekend als de Papendrechtse Korfbal Club, is een Nederlandse korfbalvereniging uit Papendrecht.

## Historie
PKC werd op 2 februari 1935 opgericht. De club is gehuisvest op sportpark De Oostpolder. Daar heeft PKC de beschikking over vier kunstgrasvelden en twee sporthallen. PKC is de grootste korfbalvereniging ter wereld, met meer dan 1000 leden. Acht jaar lang was Café Bar de hoofdsponsor van PKC en was de officiële naam van de club ook PKC/Café Bar. Met ingang van het seizoen 2008-2009 werd Lukassen & Boer de hoofdsponsor en werd de officiële naam PKC/LukassenBoer geworden. In 2011 is Hagero de hoofdsponsor geworden en is dus de naam opnieuw gewijzigd: PKC/Hagero. Per seizoen 2014-2015 is er een nieuwe hoofdsponsor gevonden in de vorm van de SWKGroep en sinds seizoen 2020-2021 is de hoofdsponsor Vertom. De huidige naam van PKC is daarom PKC/Vertom.

## Palmares
| Nationaal                    |     | |
| Landskampioen zaalkorfbal    | 13× | 1985, 1989, 1997, 1998, 1999, 2001, 2005, 2013, 2015, 2021, 2023, 2024, 2025                               |
| Landskampioen veldkorfbal    | 18× | 1977, 1979, 1980, 1981, 1984, 1987, 1988, 1989, 1993, 1995, 2003, 2004, 2005. 2006, 2016, 2018, 2022, 2023 |
| Internationaal               |     | |
| Europa Cup zaalkorfbal       | 8×  | 1985, 1990, 1999, 2000, 2002, 2006, 2014, 2015                                                             |
| Europa Cup veldkorfbal       | 4×  | 1979, 1980, 1981 en 1985                                                                                   |
| Supercup veldkofbal          | 3×  | 2016, 2018, 2022                                                                                           |
| Champions League zaalkorfbal | 3×  | 2023, 2024, 2025                                                                                           |

## Selectie
| Nr. | Naam                 | Geslacht | Nationaliteit |
| --- | -------------------- | -------- | ------------- |
| 11  | Olav van Wijngaarden | M        | Nederland     |
| 15  | Sanne van der Werff  | V        | Nederland     |
| 16  | Zita Schröder        | V        | Nederland     |
| 19  | Bo Oppe              | M        | Nederland     |
| 20  | Jelmer Jonker        | M        | Nederland     |
| 17  | Jorien Jordaan       | M        | Nederland     |
| 1   | Romy de Rijke        | V        | Nederland     |
| 2   | Brett Zuijdwegt      | V        | Nederland     |
| 4   | Nienke Hintzbergen   | V        | Nederland     |

### Coaches
| Naam             | Nationaliteit |
| ---------------- | ------------- |
| Wim Scholtmeijer | Nederland     |
| Jennifer Tromp   | Nederland     |

## Competitieresultaten

### Zaalcompetitie 1996-2023
| 2 HKA |

| 1* HKA |

| 1* HKA |

| 1* HKA |

| 2 HKA |

| 1* HKB |

| 1 HKB |

| 1 HKB |

| 1 HKB |

| 1* HKB |

| 1 KL |

| 2 KL |

| 4 KL |

| 7 KL |

| 4 KL |

| 4 KL |

| 3 KL |

| 1* KL |

| 2 KL |

| 1* KL |

| 1 KL |

| 1 KL |

| 1 KL |

| 2 KL |

| 1 KL |

| 1 KL |

| 2 KL |

| 1 KL |

| 1 KL |

| Korfbal League | Hoofdklasse | * Landskampioen | Geen playoffs (Covid) |

### Veldcompetitie 2009-2023
| 1 HKB |

| 2 HKA |

| 2 EKA |

| 4 EKB |

| 1 EKB |

| 1 EKB |

| 1 EKB |

| 1* EKB |

| 1 EKB |

| 1* EKB |

| 1* EKB |

| EKA |

| EKB |

| 1* EKB |

| 1* EKB |

| Ereklasse | Hoofdklasse | * Landskampioen | ivm Covid niet uitgespeeld |

In elke staaf van de grafiek staat van boven naar beneden vermeld: 
- Eindnotering

Dit is de positie die de club heeft bereikt in de competitie, zonder eventuele beslissingswedstrijden die nodig zijn geweest om bijvoorbeeld de kampioen of degradant van de competitie te bepalen.
In bovenstaand geval staat een * aangegeven met een verwijzing naar de legenda voor een korte uitleg.
Staat er xx op de positie van de notering, dan heeft de club vroegtijdig de competitie verlaten. Dit kan onder andere komen door terugtrekking van het team, faillissement van de club of door een uitgedeelde straf van de KNKV. In veel gevallen staat elders in het artikel de reden vermeld.
- Competitieniveau en/of afdelingsletter

Hierbij geeft het getal het niveau weer, dat ook terug te vinden is in de legenda. De letter is de afdelingsaanduiding en wordt gebruikt wanneer er meer afdelingen zijn op hetzelfde niveau. De afdelingsletter is altijd een hoofdletter en wordt meestal zonder nummer gebruikt.
Voorbeeld: 2F is niveau 2e klasse competitie F.
- Hoogte staaf

De hoogte wordt bepaald door het niveau van dat competitiejaar. Binnen dat niveau wordt de hoogte bepaald door de eindpositie van dat competitiejaar. Dit geldt alleen voor de top- en wedstrijdkorfbalklasses. De breedtekorfbalklasses en midweekklasses hebben maar één niveau.
Onder de staaf staat het jaartal vermeld waarin het seizoen is afgesloten. 15 verwijst naar het seizoen 2014/15 en/of eventueel op het seizoen 1914/15.